# Нис (царь Фив)
Нис (др.-греч. Νῦσος «хромой») — в древнегреческой мифологии фиванский царь, однако он не входит в общую родословную схему царей Фив. Воспитатель Диониса. Когда Дионис отправился в Индию, то передал ему власть над Фивами, когда Дионис вернулся, Нис не захотел оставлять царство. На третий год Дионис привёл вместо вакханок воинов в женской одежде, захватил Ниса врасплох и вернул царство. По интерпретации, от него Фиона родила Диониса. Предание о Нисе связано с «трёхлетним» праздником Диониса.